# حاشیه (یادگیری ماشین)

H_{1} کلاس‌ها را جدا نمی‌کند. H_{2} جدا می‌کند ولی با حاشیهٔ کم. H_{3} با حاشیهٔ زیاد جدا می‌کند.

حاشیه در یادگیری ماشین (به انگلیسی: machine learning)، یک نقطه داده تک تعریف می‌شود که فاصله از نقطه داده به مرز تصمیم‌گیری است. توجه داشته باشید که فاصله‌های زیادی وجود دارد که ممکن است برای داده‌های خاص و اهداف مناسب باشد. طبقه‌بندی حاشیه یک طبقه‌بندی است که از حاشیه هر نمونه در هنگام یادگیری یک طبقه‌بندی استفاده می‌کند. حداکثر کردن حاشیه (تحت برخی محدودیت‌های مناسب) ممکن است برای یادگیری ماشینی و الگوریتم‌های نتیجه‌گیری آماری، سودمند باشد. هیپرپلانی‌های (به انگلیسی: hyperplanes) زیادی وجود دارد که ممکن است داده‌ها را طبقه‌بندی کنند. انتخابی معقول به عنوان بهترین هیپرپلان، این است که نشان دهنده بزرگترین جدایی یا حاشیه بین دو کلاس است؛ بنابراین ما آن را به گونه ای انتخاب می‌کنیم تا فاصله از آن، به نزدیکترین نقطه داده در هر طرف حداکثر شود. اگر چنین هیپرپلانی موجود باشد، آن را به عنوان هیپرپلان بیشترین حاشیه (به انگلیسی: maximum-margin hyperplane) می‌شناسند و تعریف طبقه‌بندی خطی، طبقه‌بندی حداکثر حاشیه یا معادل آن، پیشبینی ثبات مطلوب معرفی می‌شود.